# Liste des distinctions de Prince
Voici la liste des récompenses et nominations de Prince.

## Liste des récompenses
| Année                                  | Album / Chanson / Film / Artiste        | Type(s)                 | Catégorie                                                                             | Résultat   |
| American Music Awards                  |                                         |                         |                                                                                       |            |
| 1984                                   | 1999                                    | Album                   | Favorite Soul/R&B Album                                                               | Nomination |
| 1984                                   | Prince                                  | Artiste                 | Favorite Soul/R&B Male Artist                                                         | Nomination |
| 1985                                   | Prince                                  | Artiste                 | Favorite Pop/Rock Male Artist                                                         | Nomination |
| 1985                                   | Prince                                  | Artiste                 | Favorite Pop/Rock Male Video Artist                                                   | Nomination |
| 1985                                   | When Doves Cry                          | Chanson                 | Favorite Pop/Rock Single                                                              | Nomination |
| 1985                                   | Prince                                  | Artiste                 | Favorite Soul/R&B Male Artist                                                         | Nomination |
| 1985                                   | When Doves Cry                          | Clip                    | Favorite Pop/Rock Video                                                               | Nomination |
| 1985                                   | When Doves Cry                          | Clip                    | Favorite Soul/R&B Video                                                               | Nomination |
| 1985                                   | Purple Rain                             | Album                   | Favorite Pop/Rock Album                                                               | Lauréat    |
| 1985                                   | Purple Rain                             | Album                   | Favorite Soul/R&B Album                                                               | Lauréat    |
| 1985                                   | When Doves Cry                          | Chanson                 | Favorite Soul/R&B Single                                                              | Lauréat    |
| 1986                                   | Prince                                  | Artiste                 | Favorite Soul/R&B Male Video Artist                                                   | Nomination |
| 1986                                   | Prince                                  | Artiste                 | Favorite Soul/R&B Male Artist                                                         | Nomination |
| 1987                                   | Kiss                                    | Chanson                 | Favorite Soul/R&B Single                                                              | Nomination |
| 1990                                   | Prince                                  | Artiste                 | Favorite Soul/R&B Male Artist                                                         | Nomination |
| 1990                                   | Prince                                  | Prix spécial            | AMA Award of Achievement                                                              | Lauréat    |
| 1992                                   | Prince                                  | Artiste                 | Favorite Soul/R&B Male Artist                                                         | Nomination |
| 1995                                   | Prince                                  | Artiste                 | Favorite Soul/R&B Male Artist                                                         | Nomination |
| 1995                                   | Prince                                  | Prix spécial            | Award of Merit                                                                        | Lauréat    |
| 2004                                   | Musicology                              | Album                   | Favorite Soul/R&B Album                                                               | Nomination |
| 2004                                   | Prince                                  | Artiste                 | Favorite Soul/R&B Male Artist                                                         | Nomination |
| ASCAP Film and Television Music Awards |                                         |                         |                                                                                       |            |
| 1990                                   | Partyman                                | Chanson                 | Most Performed Songs from Motion Pictures                                             | Lauréat    |
| 1991                                   | Thieves in the Temple                   | Chanson                 | Most Performed Songs from Motion Pictures                                             | Lauréat    |
| Academy Awards                         |                                         |                         |                                                                                       |            |
| 1985                                   | Purple Rain                             | Musique de film         | Best Music, Original Song Score                                                       | Lauréat    |
| BET Awards                             |                                         |                         |                                                                                       |            |
| 2006                                   | —                                       | —                       | Best Male R&B Artist                                                                  | Lauréat    |
| 2010                                   | —                                       | —                       | Lifetime Achievement Award, Empire Awards                                             | Lauréat    |
| Billboard Music Awards                 |                                         |                         |                                                                                       |            |
| 2013                                   | Prince                                  | Artiste                 | Icon Award                                                                            | Lauréat    |
| Brit Awards                            |                                         |                         |                                                                                       |            |
| 1985                                   | —                                       | —                       | Best International Solo Artist                                                        | Lauréat    |
| 1988                                   | —                                       | —                       | Best International Solo Artist                                                        | Nomination |
| 1990                                   | —                                       | —                       | Best International Artist                                                             | Nomination |
| 1992                                   | —                                       | —                       | Best International Solo Artist                                                        | Lauréat    |
| 1993                                   | —                                       | —                       | Best International Solo Artist                                                        | Lauréat    |
| 1993                                   | —                                       | —                       | Best International Solo Artist                                                        | Lauréat    |
| Disque de certification                |                                         |                         |                                                                                       |            |
| 1979                                   | Prince                                  | Album                   | Platine                                                                               | Lauréat    |
| 1979                                   | I Wanna Be Your Lover                   | Single                  | Or                                                                                    | Lauréat    |
| 1980                                   | Dirty Mind                              | Album                   | Or                                                                                    | Lauréat    |
| 1981                                   | Controversy                             | Album                   | Platine                                                                               | Lauréat    |
| 1982                                   | 1999                                    | Album                   | 2 × Platine                                                                           | Lauréat    |
| 1984                                   | Purple Rain                             | Album                   | Diamant                                                                               | Lauréat    |
| 1984                                   | When Doves Cry                          | Single                  | Platine                                                                               | Lauréat    |
| 1984                                   | Let's Go Crazy                          | Single                  | Or                                                                                    | Lauréat    |
| 1984                                   | Take Me with U                          | Single                  | Or                                                                                    | Lauréat    |
| 1984                                   | I Would Die 4 U                         | Single                  | Or                                                                                    | Lauréat    |
| 1984                                   | Purple Rain                             | Single                  | Or                                                                                    | Lauréat    |
| 1985                                   | Around the World in a Day               | Album                   | 2 × Platine                                                                           | Lauréat    |
| 1985                                   | Rasberry Beret                          | Single                  | Or                                                                                    | Lauréat    |
| 1986                                   | Parade                                  | Album                   | Platine                                                                               | Lauréat    |
| 1986                                   | Kiss                                    | Single                  | Platine                                                                               | Lauréat    |
| 1987                                   | Sign o' the Times                       | Album                   | 2 × Platine                                                                           | Lauréat    |
| 1988                                   | Lovesexy                                | Album                   | Or                                                                                    | Lauréat    |
| 1989                                   | Batman                                  | Album                   | 2 × Platine                                                                           | Lauréat    |
| 1989                                   | Batdance                                | Single                  | 2 × Platine                                                                           | Lauréat    |
| 1990                                   | Graffiti Bridge                         | Album                   | Or                                                                                    | Lauréat    |
| 1991                                   | Diamonds and Pearls                     | Album                   | 2 × Platine                                                                           | Lauréat    |
| 1991                                   | Gett Off                                | Single                  | Or                                                                                    | Lauréat    |
| 1991                                   | Cream                                   | Single                  | Or                                                                                    | Lauréat    |
| 1991                                   | Diamonds and Pearls                     | Single                  | Or                                                                                    | Lauréat    |
| 1992                                   | Love Symbol                             | Album                   | 2 × Platine                                                                           | Lauréat    |
| 1994                                   | The Most Beautiful Girl in the World    | Single                  | 2 × Platine                                                                           | Lauréat    |
| 1995                                   | The Gold Experience                     | Album                   | Platine                                                                               | Lauréat    |
| 1997                                   | Emancipation                            | Album                   | 2 × Platine                                                                           | Lauréat    |
| 1998                                   | Crystal Ball                            | Album                   | 2 × Platine                                                                           | Lauréat    |
| 2004                                   | Musicology                              | Album                   | 2 × Platine                                                                           | Lauréat    |
| 2006                                   | 3121                                    | Album                   | 2 × Platine                                                                           | Lauréat    |
| 2007                                   | Planet Earth                            | Album                   | 2 × Platine                                                                           | Lauréat    |
| Golden Globes                          |                                         |                         |                                                                                       |            |
| 1985                                   | When Doves Cry                          | Chanson                 | Best Original Song - Motion Picture                                                   | Nomination |
| 2007                                   | The Song of the Heart (Happy Feet)      | Musique de film         | Best Original Song - Motion Picture                                                   | Lauréat    |
| Grammy Awards                          |                                         |                         |                                                                                       |            |
| 1984                                   | International Lover                     | Chanson                 | Best R&B Vocal Performance Male                                                       | Nomination |
| 1985                                   | Purple Rain                             | Album                   | Album of the Year                                                                     | Nomination |
| 1985                                   | I Feel For You                          | Chanson                 | Best R&B Song                                                                         | Lauréat    |
| 1985                                   | Purple Rain                             | Chanson                 | Best Rock Vocal Performance by a Duo or Group                                         | Lauréat    |
| 1985                                   | Purple Rain                             | Musique de film         | Best Album of Instrumental Score Written (for a Motion Picture or Television Special) | Lauréat    |
| 1986                                   | Prince & the Revolution LIVE!           | Concert vidéo           | Best Music Video, Long Form                                                           | Nomination |
| 1987                                   | Kiss                                    | Chanson                 | Best R&B Song                                                                         | Nomination |
| 1987                                   | Kiss                                    | Chanson                 | Best R&B Vocal Performance by a Duo or Group                                          | Lauréat    |
| 1988                                   | U Got the Look                          | Chanson                 | Best R&B Song                                                                         | Nomination |
| 1988                                   | U Got the Look                          | Chanson                 | Best R&B Vocal Performance by a Duo or Group                                          | Nomination |
| 1988                                   | Sign o' the Times                       | Album                   | Album of the Year                                                                     | Nomination |
| 1990                                   | Prince                                  | Artiste                 | Producer of the Year                                                                  | Nomination |
| 1990                                   | Batdance                                | Chanson                 | Best R&B Vocal Performance Male                                                       | Nomination |
| 1990                                   | Partyman                                | Chanson                 | Best Song Written Specifically (for a Motion Picture or for Television)               | Nomination |
| 1990                                   | Batman                                  | Album                   | Best Pop Vocal Performance Male                                                       | Nomination |
| 1991                                   | Nothing Compares 2 U                    | Chanson                 | Song of the Year                                                                      | Nomination |
| 1992                                   | Gett Off                                | Chanson                 | Best R&B Vocal Performance by a Duo or Group                                          | Nomination |
| 1993                                   | Diamonds and Pearls                     | Chanson                 | Best Pop Vocal Performance by a Duo or Group                                          | Nomination |
| 1995                                   | The Most Beautiful Girl in the World    | Chanson                 | Best R&B Vocal Performance Male                                                       | Nomination |
| 1996                                   | I Hate U                                | Chanson                 | Best R&B Vocal Performance - Male                                                     | Nomination |
| 2004                                   | N.E.W.S                                 | Album                   | Best Pop Instrumental Album                                                           | Nomination |
| 2005                                   | Musicology                              | Album                   | Best R&B Album                                                                        | Nomination |
| 2005                                   | Cinnamon Girl                           | Chanson                 | Best Pop Vocal Performance Male                                                       | Nomination |
| 2005                                   | Call My Name                            | Chanson                 | Best R&B Song                                                                         | Nomination |
| 2005                                   | Call My Name                            | Chanson                 | Best R&B Vocal Performance Male                                                       | Lauréat    |
| 2005                                   | Musicology                              | Chanson                 | Best Traditional R&B Vocal Performance                                                | Lauréat    |
| 2007                                   | 3121                                    | Album                   | Best R&B Album                                                                        | Nomination |
| 2007                                   | Black Sweat                             | Chanson                 | Best R&B Vocal Performance Male                                                       | Nomination |
| 2007                                   | Black Sweat                             | Chanson                 | Best R&B Song                                                                         | Nomination |
| 2007                                   | 3121                                    | Album                   | Best Urban/Alternative Performance                                                    | Nomination |
| 2007                                   | Beautiful, Loved and Blessed            | Chanson                 | Best R&B Vocal Performance by a Duo or Group                                          | Nomination |
| 2008                                   | Future Baby Mama                        | Chanson                 | Best Male R&B Vocal Performance                                                       | Lauréat    |
| 2010                                   | Dreamer                                 | Chanson                 | Best Solo Rock Vocal Performance                                                      | Nomination |
| Helpmann Awards                        |                                         |                         |                                                                                       |            |
| 2012                                   | Welcome 2 Australia                     | Tournée                 | Meilleur tournée sur le continent Australien                                          | Lauréat    |
| Juno Awards                            |                                         |                         |                                                                                       |            |
| 1985                                   | Purple Rain                             | Album                   | Album of the Year                                                                     | Nomination |
| MTV Video Music Awards                 |                                         |                         |                                                                                       |            |
| 1985                                   | When Doves Cry                          | Clip vidéo              | Best Choreography                                                                     | Nomination |
| 1986                                   | Raspberry Beret                         | Clip vidéo              | Best Choreography                                                                     | Lauréat    |
| 1988                                   | U Got the Look                          | Clip vidéo              | Best Stage Performance Video                                                          | Lauréat    |
| 1988                                   | U Got the Look                          | Clip vidéo              | Best Male Video                                                                       | Lauréat    |
| 1990                                   | Batdance                                | Clip vidéo              | Best Video from a Film                                                                | Nomination |
| 1992                                   | Cream                                   | Clip vidéo              | Best Dance Video                                                                      | Nomination |
| 1993                                   | 7                                       | Clip vidéo              | Best R&B Video                                                                        | Nomination |
| 2004                                   | Musicology                              | Clip vidéo              | Best Male Video                                                                       | Nomination |
| NAACP Image Awards                     |                                         |                         |                                                                                       |            |
| 2005                                   | Prince                                  | Artiste                 | Outstanding Male Recording Artist                                                     | Nomination |
| 2005                                   | Prince                                  | Prix d'honneur          | NAACP Vanguard Award                                                                  | Lauréat    |
| 2005                                   | Musicology                              | Album                   | Outstanding Album                                                                     | Lauréat    |
| 2007                                   | Black Sweat                             | Chanson                 | Outstanding Music Video                                                               | Nomination |
| 2007                                   | Prince                                  | Artiste                 | Outstanding Male Artist                                                               | Lauréat    |
| 2008                                   | Prince                                  | Artiste                 | Outstanding Male Artist                                                               | Nomination |
| 2008                                   | 21 Nights                               | Livre auto-biographique | Outstanding Literary Work                                                             | Nomination |
| People's Choice Awards                 |                                         |                         |                                                                                       |            |
| 2005                                   | Prince                                  | Artiste                 | Favorite Male Singer                                                                  | Nomination |
| Razzie Awards                          |                                         |                         |                                                                                       |            |
| 1985                                   | Sex Shooter                             | Chanson                 | Worst Original Song                                                                   | Nomination |
| 1987                                   | Under the Cherry Moon                   | Film chanson            | Worst Original Song                                                                   | Lauréat    |
| 1987                                   | Under the Cherry Moon                   | Film                    | Worst Director                                                                        | Lauréat    |
| 1987                                   | Under the Cherry Moon                   | Film                    | Worst Actor                                                                           | Lauréat    |
| 1990                                   | Under the Cherry Moon                   | Film                    | Worst Actor of the Decade                                                             | Nomination |
| 1990                                   | Under the Cherry Moon                   | Film                    | Worst New Star of the Decade                                                          | Nomination |
| 1991                                   | Graffiti Bridge                         | Film                    | Worst Screenplay                                                                      | Nomination |
| 1991                                   | Graffiti Bridge                         | Film                    | Worst Director                                                                        | Nomination |
| 1991                                   | Graffiti Bridge                         | Film                    | Worst Actor                                                                           | Nomination |
| 2000                                   | Under the Cherry Moon & Graffiti Bridge | Film                    | Worst Actor of the Century                                                            | Nomination |
| Rock and Roll Hall of Fame             |                                         |                         |                                                                                       |            |
| 2004                                   | Prince                                  | Artiste                 | Prix d'honneur Roll Hall of Fame                                                      | Lauréat    |
| Soul Train Music Awards                |                                         |                         |                                                                                       |            |
| 1992                                   | Prince                                  | Artiste                 | Prix d'honneur "Soul Train Heritage Award" pour l'ensemble de sa carrière             | Lauréat    |
| 2000                                   | Prince                                  | Artiste                 | Artist of the Decade Male                                                             | Lauréat    |
| 2005                                   | Musicology                              | Album                   | Best R&B/Soul Album Male                                                              | Nomination |
| 2005                                   | Call My Name                            | Chanson                 | Best R&B/Soul Single Male                                                             | Nomination |
| VH1 Honors                             |                                         |                         |                                                                                       |            |
| 1994                                   | Prince                                  | Artiste                 | Prix spécial                                                                          | Lauréat    |
| World Soundtrack Awards                |                                         |                         |                                                                                       |            |
| 2004                                   | Purple Rain                             | Musique de film         | Special Award                                                                         | Lauréat    |